# おかやま山陽高等学校
おかやま山陽高等学校（おかやまさんようこうとうがっこう）は、岡山県浅口市鴨方町六条院中にある私立高等学校。設置者は学校法人第一原田学園である。

## 教育の方針
- 自律創生
- 信念貫徹
- 共存共栄

## 沿革
（沿革節の主要な出典は公式サイト）
- 1924年（大正13年）3月19日 - 岡山県生石高等女学校設立。
- 1937年（昭和12年）6月14日 - 財団法人原田学園を設立。山陽工業学校の設立が認可され、土木科を設置。
- 1940年3月28日 - 山陽工業学校に第二本科（土木科）を設置。
- 1944年3月20日 - 岡山県生石女子商業学校設立。
- 1946年3月20日 - 岡山県生石女子高等技芸学校設立。
- 1946年3月31日 - 山陽工業学校に建築科を設置
- 1947年3月31日 - 岡山県山陽中学校、岡山県生石中学校設立。
- 1948年4月1日 - 山陽工業学校、岡山県生石高等女学校、岡山県生石高等技芸学校を廃止し、3校を統合した岡山県生石高等学校設立。土木科、建築科、普通科を設置。
- 1950年12月5日 - 財団法人原田学園に代わり、学校法人原田学園を設立。
- 1952年4月1日 - 商業科設置
- 1953年9月1日 - 岡山県山陽高等学校と校名変更。
- 1968年4月1日 - 商業科を組織変更し、工業経営科を設置
- 1974年4月1日 - 学校法人組織を変更し、原田学園及び第一原田学園に分離独立、前者は岡山女子短期大学を、後者は岡山県山陽高等学校を設置し、以来姉妹校として現在に至る。
- 1984年3月30日 - 山陽歯科衛生士専門学校（2008年募集停止、2010年3月閉校）設立認可。
- 1986年11月4日 - 岡山自動車専門学校（2006年 専門学校岡山自動車大学校に改称）設立認可。
- 2002年（平成14年）4月1日 - おかやま山陽高等学校に校名変更。
- 2002年9月29日 - 吹奏楽部が全日本吹奏楽コンクール全国大会で金賞受賞。
- 2005年11月18日 - 野球部監督だった元職員の池村英樹が、在職中に野球部員に暴力をふるい、無理やり全裸でのランニングをさせたとして暴行・強要の疑いで逮捕[2]、のち2007年に有罪判決。
- 2008年4月1日 - 土木科募集停止。
- 2009年12月9日 - 製菓衛生師養成施設として指定される。
- 2010年3月31日 - 土木科廃科。
- 2010年4月1日 - 製菓衛生師コースを設置。
- 2011年6月6日 - 自動車科製作の電気自動車「MIRAI」が『世界一車高の低い電気自動車』としてギネス世界記録に正式認定。[3][4]
- 2011年9月18日 - 第4回全国高校生スイーツ選手権大会（スイーツ甲子園）で全国優勝。
- 2017年7月29日 - 硬式野球部が第99回全国高等学校野球選手権岡山大会で初優勝。
- 2019年9月21日 - 敷地内（旧仕出し店跡）に教諭が経営する「ラーメンさかて」がオープンした。

## 設置学科
- 普通科
- 機械科
- 自動車科
- 調理科
- 製菓科

## 学校関係者

### 教職員
- 堤尚彦（野球部監督）
- 池村英樹（元野球部監督）

### 卒業生
- 仁科時成（元プロ野球選手）
- 島袋涼平（元プロ野球選手）
- 知念広弥（元プロ野球選手）
- 藤井皓哉（プロ野球選手）
- 田内真翔（プロ野球選手）
- 漁府輝羽（プロ野球選手）
- 三谷大和（プロボクサー）
- 諸見里しのぶ（プロゴルファー）
- 上原彩子（プロゴルファー）
- 竜児（お笑い芸人、藩飛礼）

## 交通アクセス

### 最寄駅
- JR山陽本線：鴨方駅

## 部活動
- 空手道 - インターハイ34回連続出場、全国選抜大会29回連続出場。
- 硬式野球 - 1949年創部。2017年夏（第99回）、2018年春（第90回）、2023年夏（第105回 ベスト8進出）に甲子園出場。
- サッカー
- 柔道
- 卓球
- 陸上競技
- バドミントン
- 硬式テニス
- バスケットボール
- レスリング
- 女子ソフトボール
- ダンス
- 茶道
- 吹奏楽
- 自動車整備
- 料理研究
- ディベート
- ギター
- 溶接
- 情報科学
- 機械工作
- 英会話
- ビリヤード
- 囲碁将棋
- 天文
- イラスト
- 園芸
- eスポーツ

## 系列校
- 岡山自動車大学校

## 姉妹校
原田学園
- 岡山学院大学
- 岡山短期大学

## 提携校
- 新進自動車高等学校（姉妹縁組、韓国）